# Sabanejewia larvata
Sabanejewia larvata là một loài cá vây tia trong họ Cobitidae. Loài này chỉ được tìm thấy ở Ý và đang bị đe dọa do mất môi trường sống.